# Lipoptena sigma
Lipoptena sigma är en tvåvingeart som beskrevs av Maa 1965. Lipoptena sigma ingår i släktet Lipoptena och familjen lusflugor.
Artens utbredningsområde är Taiwan. Inga underarter finns listade i Catalogue of Life.